# Trichosurus cunninghami
Trichosurus cunninghami là một loài động vật có vú trong họ Phalangeridae, bộ Hai răng cửa. Loài này được Lindemayer, Dubach & Viggers mô tả năm 2002.